# Ad oculum
Ad oculum è una locuzione latina che si traduce letteralmente con "a occhio" o "a occhio e croce".
Indica dunque una valutazione o misurazione effettuata su criteri empirici, approssimata seppure con una certa precisione.
In alcuni casi può anche voler dire "a proprio piacimento".
La derivazione di questo modo di dire ha origine negli antichi tessitori che, se perdevano i fili degli orditi, dovevano riprenderli a occhio tenendoli a croce con quelli della trama.